# Calliphora erectiseta
Calliphora erectiseta este o specie de muște din genul Calliphora, familia Calliphoridae, descrisă de Fan în anul 1957. Conform Catalogue of Life specia Calliphora erectiseta nu are subspecii cunoscute.